# 万达镇
万达镇（有时也称Bandar Utama Damansara (白沙罗万达镇)）是馬來西亞雪蘭莪州八打灵县白沙罗区的一个市郊，临近雪隆边界，距离吉隆坡市中心约8公里。万达广场（1Utama）便坐落于此，居民多为华人，由张泗清成立的四海栈开发。万达镇和甘榜双溪卡尤阿拉皆属于八打灵再也北部第六区（PJU6）。

## 历史
1991年以前，万达镇区域还是一片油棕園地，居住人口少于100人。1990年代起，万达镇开始迎来发展，由四海栈控股有限公司作城市化发展。1996年4月1日，TV3广播总部Sri Pentas在該鎮駐立，同年10月22日正式開幕。在这之后，目前世界第九大的购物中心——万达广场，在位于隆市敦依斯迈花园（TTDI）的Jaya Jusco（现为永旺）于1995年遷入万达广场后，使得这座商场日益广为人知。
1997至1998年间，數所新学校先後在万达镇创立，当时的Kolej Bandar Utama（即为现今的万达大学学院）也選擇在这里创校。2004年，更多的住宅区如万达镇第六、第七及第十区竣工。这些住宅区域归类为万达镇的新区，1991年至1996年間建好的万达镇第一至四区则为旧区。

## 地理

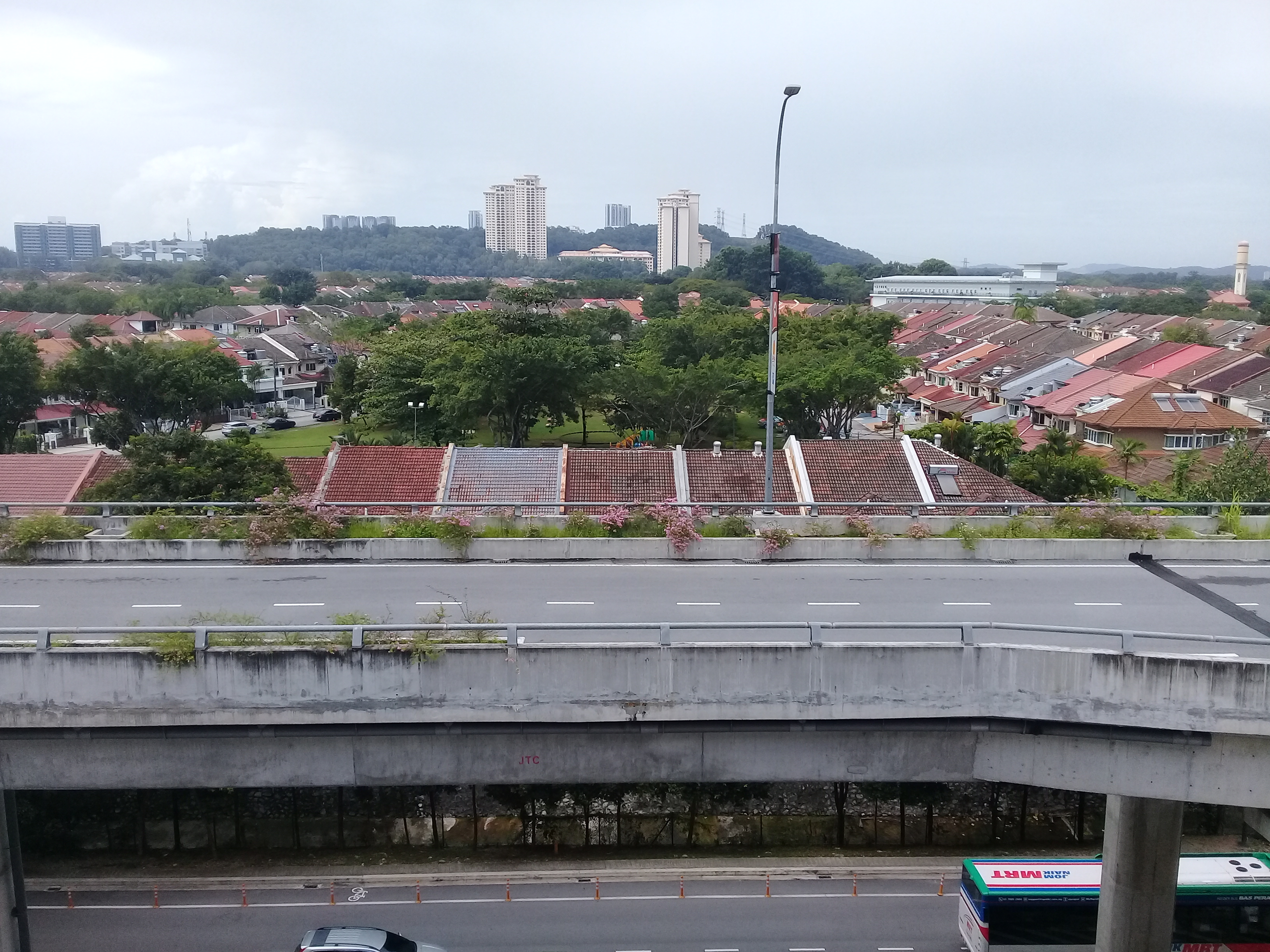
万达镇

万达镇的范围约为1000英亩（4平方公里），共有十二个区。就如其他规划城镇一样，万达镇的区以BU为开头并在BU后缀一个数字，如BU1即为『万达镇第一区』。而区内的道路也是如此命名，如Jalan BU2/5即为『万达镇第二区第五条路』。而道路一边的房屋门牌为奇数，另一侧为偶数。而万达镇之间也有一个道路桥跨越西部疏散大道衔接BU1-BU10区域至BU11和BU12。

## 交通
万达镇被许多道路环绕着，其中白蒲大道（LDP）将吉隆坡和雪兰莪隔开来。万达广场和白蒲大道间有一个连接道路供车辆转入万达镇内。穿过万达镇的西部疏散大道（SPRINT）白沙罗线路也设有一个交通枢纽（卡尤阿拉，Kayu Ara），万达镇北部的苏丽雅道（Persiaran Surian）设有多个入口转入区内。

### 公共交通
2016年开放的9加影线在万达镇设有一个车站 KG09 万达镇站，也是未来11莎阿南线和加影线的换乘站。万达镇巴士终站（Hentian Bandar Utama）位于万达镇东北部，是巴生谷主要的巴士终站之一。

## 教育
此区有五间小学、三间中学和一间中六学院，现今大部分华裔学生都就读于2001年创校的万达镇培才二校。

### 学校
- 万达镇培才二校（SJK (C) Puay Chai 2）[4]
- 白沙罗万达镇国民小学、四校及二校（SMK Bandar Utama Damansara、4&2）
- Effingham淡米尔小学
- 白沙罗万达镇国民中学二校、四校及三校（SMK Bandar Utama Damansara 2、4&3）
- 万达镇中六学院（Kolej Tingkatan Emam Bandar Utama）

### 高等学府
- 万达大学学院（页面存档备份，存于）
- 英国吉隆坡国际学校

## 基建

### 购物中心

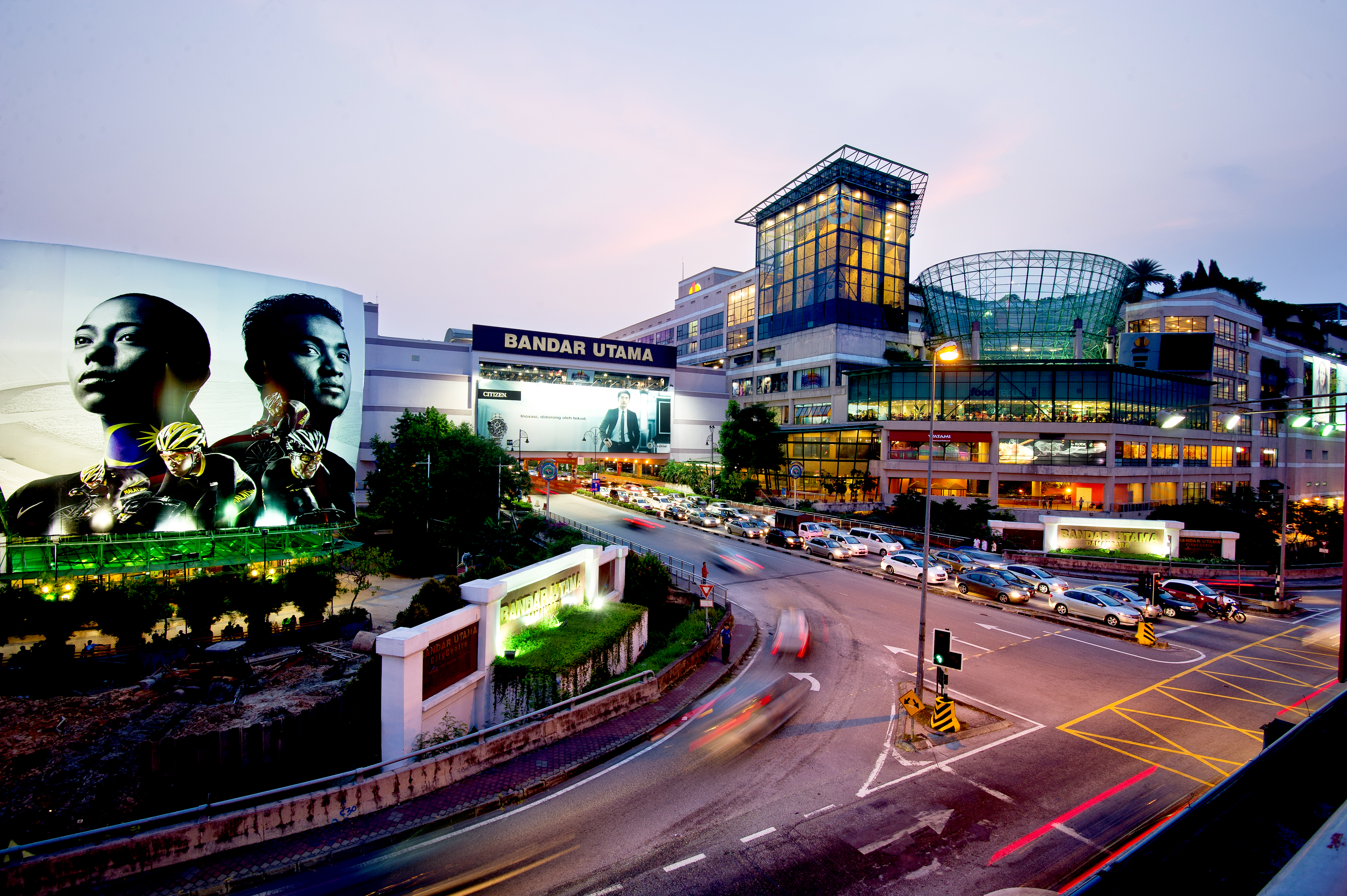
万达广场

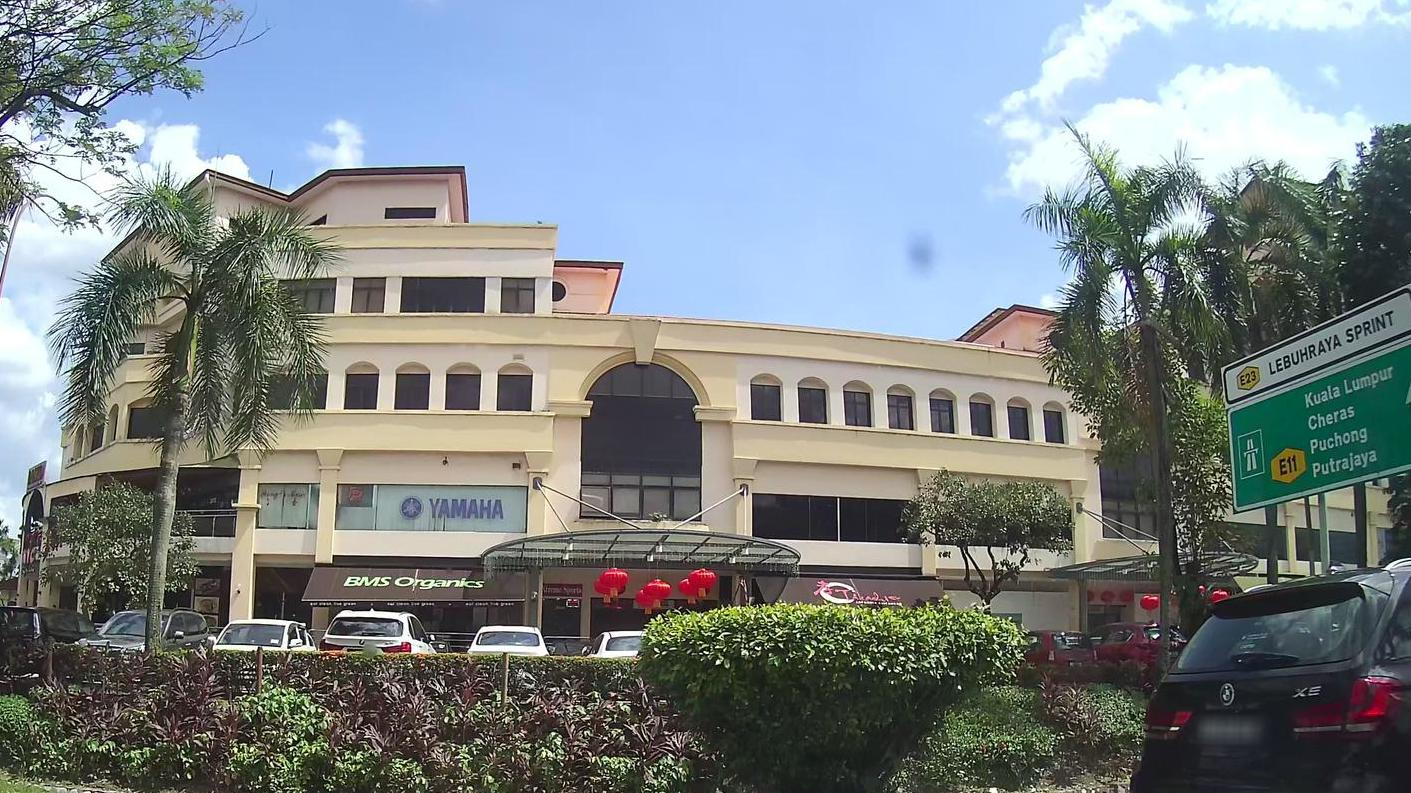
万达镇中心坊

万达镇居民倾向于前往万达广场。它是世界第九大及马来西亚最大的商场。万达广场坐落于万达镇东边白蒲大道（LDP）旁，非常靠近雪隆边界。许多国际品牌都可在这里万达广场找到。两个大型影城总和有24个大屏幕。大量的国际游客也在万达广场购物。自1995年开业以来，万达广场一直受到各界好评，并在万达广场新翼落成后总面积达到超过5,000,000平方英尺（460,000平方），使得万达广场得以维持马来西亚最大商场的地位。现今万达广场也建设了高架行人道工程，以加强万达广场于周边区域的联系。
万达镇中心坊（Bandar Utama Centrepoint）是一个较小的商场，也是万达镇内购物的替代选择。它位于区内的中心，也比较舒适。它为匆忙的打工族提供速食选择，麦当劳就位于这间商场的隔壁。万达镇北部的珍珠白沙罗商圈也提供了更多购物选择，2017年中开通的加影线允许游客搭乘捷运前往武吉免登站附近的商场。

### 公园
- 万达镇中央公园（Central Park Bandar Utama）

### 住宿
- 万达酒店（One World Hotel）

### 高尔夫球场
- Bukit Utama THE CLUB

## 政治
万达镇属于白沙罗国会议席，该议席在马来西亚下议院的代表为来自希望联盟民主行动党的哥宾星。
同时，万达镇属于万达镇州议席，该议席在雪兰莪州议会的代表为来自希望联盟民主行动党的嘉玛丽亚。